# Асамблея Республіки (Португалія)
Асамблея Республіки (порт. Assembleia da República) — однопалатний представницький орган (парламент) Португалії.
Згідно з Конституцією Португалії, Асамблея «є представницьким зібранням всіх португальських громадян» та одним із верховних органів влади. Місце проведення пленарних засідань Асамблеї — палац «Сан-Бенту» у південно-західній частині Лісабона.

## Склад
Асамблея раніше складалася з 250 депутатів, але в процесі конституційної реформи 1989 року число депутатів знизилося і коливалося між 180 і 230 депутатами. Наразі кількість депутатів Асамблеї становить 230 осіб.
Депутати обираються загальним голосуванням на чотирирічний термін по 22 виборчих округах. 18 округів розміщені в континентальній Португалії, по 1 округу складають Азорські острови, Мадейра, португальська діаспора у Європі та діаспора в інших країнах.
Відповідно до конституції, депутати представляють всю країну, а не тільки свої виборчі округи.
Голова або президент Асамблеї є другою за значущістю фігурою в державі після президента Республіки. У випадках, коли президент не може виконувати свої обов'язки, президент Асамблеї тимчасово стає першою особою в державі. Президентом Асамблеї Республіки на посаді є Жозе Педру Аґіар-Бранку — представник Соціал-демократичної партії, яка на останніх парламентських виборах здобула 28% голосів та 80 місць.

## Останні вибори
| Партія                               | Партія                                      | Партія                                      | Голоси     | %      | Місця | ±   |
| ------------------------------------ | ------------------------------------------- | ------------------------------------------- | ---------- | ------ | ----- | --- |
|                                      |                                             | Демократичний альянс                        | 1,814,021  | 28.02  | 77    | +3  |
|                                      | Мадейра понад усе                           | 52,992                                      | 0.82       | 3      | 0     |     |
|                                      | Народна монархічна партія                   | 451                                         | 0.01       | 0      | 0     |     |
| Демократичний альянс загалом         | Демократичний альянс загалом                | 1,867,464                                   | 28.85      | 80     | +3    |     |
|                                      | Соціалістична партія                        | Соціалістична партія                        | 1,812,469  | 28.00  | 78    | -42 |
|                                      | Шега!                                       | Шега!                                       | 1,169,836  | 18.07  | 50    | +38 |
|                                      | Ліберальна ініціатива                       | Ліберальна ініціатива                       | 319,685    | 4.94   | 8     | 0   |
|                                      | Лівий блок                                  | Лівий блок                                  | 282,314    | 4.36   | 5     | 0   |
|                                      | Коаліція демократичної єдності              | Коаліція демократичної єдності              | 205,436    | 3.17   | 4     | -2  |
|                                      | Лівре                                       | Лівре                                       | 204,676    | 3.16   | 4     | +3  |
|                                      | Люди–Тварини–Природа                        | Люди–Тварини–Природа                        | 126,085    | 1.95   | 1     | 0   |
|                                      | Національно-демократична альтернатива       | Національно-демократична альтернатива       | 102,132    | 1.58   | 0     | 0   |
|                                      | Реагуйте, включайте, переробляйте           | Реагуйте, включайте, переробляйте           | 26,121     | 0.40   | 0     | 0   |
|                                      | Разом для людей                             | Разом для людей                             | 19,133     | 0.30   | 0     | 0   |
|                                      | Нова правиця                                | Нова правиця                                | 16,442     | 0.25   | 0     | 0   |
|                                      | Португальська робітнича комуністична партія | Португальська робітнича комуністична партія | 15,499     | 0.24   | 0     | 0   |
|                                      | Вольт Португалія                            | Вольт Португалія                            | 11,858     | 0.18   | 0     | 0   |
|                                      | Вставай!                                    | Вставай!                                    | 6,034      | 0.09   | 0     | 0   |
|                                      | Альтернатива 21                             | Альтернатива 21                             | 4,267      | 0.07   | 0     | 0   |
|                                      | Португальська робітнича партія              | Португальська робітнича партія              | 2,443      | 0.04   | 0     | 0   |
|                                      | Ми, громадяни!                              | Ми, громадяни!                              | 2,396      | 0.04   | 0     | 0   |
| Всього дійсних                       | Всього дійсних                              | Всього дійсних                              | 6,194,709  | 95.68  | 230   | 0   |
| Пусті бюлетені                       | Пусті бюлетені                              | Пусті бюлетені                              | 89,823     | 1.39   |       |     |
| Недійсні голоси                      | Недійсні голоси                             | Недійсні голоси                             | 189,676    | 2.93   |       |     |
| Всього голосів                       | Всього голосів                              | Всього голосів                              | 6,473,789  | 100.00 |       |     |
| Зареєстровано виборців/явка          | Зареєстровано виборців/явка                 | Зареєстровано виборців/явка                 | 10,818,226 | 59.90  |       |     |
| Джерело: Національна виборча комісія |                                             |                                             |            |        |       |     |